# ルクソール熱気球墜落事故
ルクソール熱気球墜落事故（ルクソールねつききゅうついらくじこ）は、2013年2月26日（現地時間）にエジプトのルクソールで熱気球が墜落した事故である。この熱気球には各国からの観光客が搭乗していたが、乗員・乗客21人のうち19人が死亡した。これは1989年にオーストラリアのアリススプリングスで起きた熱気球同士の衝突により13人が死亡した事故（1989年アリススプリングス熱気球衝突事故）を越え、熱気球事故として史上最多の死者数を出す事故となった。

## 詳細
| 国籍       | 死亡 | 負傷 |
| ---------- | ---- | ---- |
| 香港       | 9    | –    |
| 日本       | 4    | –    |
| イギリス   | 2    | 1    |
| フランス   | 2    | –    |
| エジプト   | 1    | 1    |
| ハンガリー | 1    | –    |
| 合計       | 19   | 2    |

事故はエジプトの首都カイロから南東へ車で約9時間の距離にある有名な観光地ルクソールの上空で発生した。現地時間午前６時半頃、観光客20人と操縦士1人を乗せた熱気球が遊覧飛行に出発。午前７時頃に遊覧飛行を終えて、着陸のために高度5メートル前後にまで降下した時、突如としてゴンドラの内部で火災が発生した。
出火と共に気球内の空気が一気に温められて急上昇を始めると、着衣着火したエジプト人操縦士がパニックを起こして最初に飛び降り、重傷を負った。続いて高度10メートル付近でイギリス人2人が飛び降り、うち1人が死亡、1人が重傷を負った。気球が炎と煙を上げながら、さらに200メートルほど上昇する間にも炎の熱さに耐えかねた8人が次々と飛び降りたが、この8人はことごとく絶命した。ゴンドラの重量が軽くなったことにより、飛び降りることができなかった10人（日本人観光客4人を含む）を乗せたまま気球はさらに急上昇した後、上空300メートル付近でついに爆発。浮力を失ったゴンドラは炎に包まれ、午前7時半頃にサトウキビ畑へ一直線に墜落した。
最終的に、乗員乗客合わせて21人のうちの19人（観光客の日本人4人、香港人9人、イギリス人2人、フランス人2人、ハンガリー人1人、添乗員のエジプト人1人）が死亡し、2人（すぐに飛び降りた操縦士のエジプト人1人と観光客のイギリス人1人）が重傷を負う惨事となった。事故現場から数キロメートル離れたルクソールの市街地でも爆発音が聞こえたという。
事故を起こした気球の操縦士は2千時間以上の飛行経験があった。操縦士は事故後の取材に対しては、「激しい炎でどうすることも出来なかった」「(乗客や遺族に対して)申し訳ない」とコメントしている。

## 調査
エジプト政府は独立の調査委員会を設置し、事故原因を調べることになった。マダウィ民間航空相は「再発防止策がとられない限り、気球の運航は再開しない」と述べたが、実際には事故原因の結論が出ないまま2013年4月には運航が再開された。
その後2014年1月7日にエジプト民間航空局(en:Ministry of Civil Aviation (Egypt))は最終報告書を発表した。気球バーナーの燃料系統の老朽化によって燃料チューブの1本から燃料漏れが発生しており、そこから漏れた燃料のガスに火が付いたことが火災の原因であると結論付けた。